# Nell Gwyn a Character Study
Nell Gwyn a Character Study é um filme britânico de 1927, um drama histórico-biográfico escrito e dirigido por Herbert Wilcox, baseado no romance biográfico Mistress Nell Gwyn, inspirado na vida da atriz britânica Nell Gwyn e seu conturbado relacionamento com o rei Charles 2.º da Inglaterra.